# Estudios locales
Los estudios locales se refieren al campo de estudios multidisciplinar, que trascendiendo la historia local —con la que el campo es erróneamente asimilado con frecuencia—, pasa a abarcar más aspecto del ámbito local, tales como la geología, paleontología, clima o historia natural así como la actividad humana también en términos de presente y futuro.